# Peire Cardenal
Peire Cardenal, provansalski trubadur, * 1180, Puy-en-Velay, † 1278.
Znan je bil po svojih satiričnih pesmih in po sovraštvu do klera.